# Johann Femmich
Johann Femmich, latinos névelakban Femmigerus, Szinnyeinél Femmich János (Újegyház, 1546 – Kolozsvár, 1586. július 27.) erdélyi evangélikus lelkész.
Előbb lektor volt a kolozsvári evangélikus iskolában, azután az unitáriusoknál 1575-től 1580-ig. 1585 őszétől a rektori tisztséget viselte, míg 1586-ban a pestisjárványban elhunyt. Halálára Szilvási János írt gyászverset.
Részt vett Molnár Gergely Elementa Grammaticae Latinae pro recta Scholasticae juventutis institutione ex praecipuis Grammaticorum praeceptis. (Kolozsvár, 1556). című munkájának szerkesztésében. A mű debreceni kiadása egy üdvözlőversét is tartalmazza.